# Papirs màgics grecs
Els Papirs màgics grecs  (comunament abreujat com PGM, del títol en llatí  Papyri Graecae Magicae) és un terme col·lectiu per a una col·lecció de textos, escrits la majoria en grec antic (però també en copte, egipci demòtic, etc.), trobats en els deserts d'Egipte, que tracten sobre el sincretisme màgic-religiós de l'Egipte grecoromà i la seva àrea circumdant.

## Els Papirs
La majoria dels papirs daten des del segle i aC al segle iv com a punt àlgid, fins a arribar al segle vii, però aquest en últim lapse temporal el material escàs i de menys valor. El recull que conforma aquests papirs va ser compilat per primer cop a principis del segle XX per l'erudit alemany Karl Preisendanz, i publicat per ell en dos volums el 1928 i 1931. Un tercer volum projectat (que contenia nous textos i índexs) va ser destruït durant el bombardeig de Leipzig a la Segona Guerra Mundial.
Els nous textos van ser incorporats en l'edició de 1974 del volum II (publicada després de la mort de Preisendanz), però els índexs solament van ser difosos entre erudits en unes poques còpies xerografiades de les proves de composició. Actualment els índexs estan antiquats des que els PGM es poden trobar a la base de dades del Thesaurus Linguae Graecae, i des que van ser publicades diverses concordances i diccionaris.

## Màgia en l'Egipte grecoromà
Molts d'aquests trossos de papir són pàgines o extractes fragmentaris de llibres d'encanteris, dipòsits de coneixement arcà i secrets místics. En la mesura del que es pot reconstruir, aquests llibres es classifiquen en dues grans categories: alguns són compilacions d'encanteris i escriptura màgiques, recopilats per erudits col·leccionistes, sia per interès acadèmic o per alguna classe d'estudi sobre màgia; els altres poden haver estat els manuals de treball de mags viatgers, i contenen el seu repertori de conjurs i fórmules per a totes les ocasions. Sovint eren usuaris de màgia amb una baixa formació, com persones dedicades a l'entreteniment i l'espectacle, a diferència dels mags tradicionals egipcis, que van tenir una elevada formació i van respectar l'elit sacerdotal. Les pàgines contenen encanteris, receptes, fórmules i oracions, intercalades amb paraules màgiques i sovint en taquigrafia, amb abreviatures per a les fórmules més comunes. Aquests encanteris s'estenen des de les convocatòries místiques de déus foscos i dimonis, a remeis populars i fins i tot trucs de sala, malediccions mortals, encantaments d'amor, cures per a la impotència i malalties menors.
En molts casos les formulacions de paraules i frases són sorprenentment similars a aquelles trobades en les anomenades defixiones o tauletes de maledicció o encanteris vinculants, (κατάδεσμοι en grec), com aquelles que es troben inscrites en ostraka, amulets i pastilles de plom. Algunes d'aquestes defixiones són força antigues (des del segle VI aC) i es troben en llocs tan allunyats com Atenes, Àsia Menor, Roma, Sicília i també Egipte. Totes elles presenten un cert grau de continuïtat i permeten estendre les observacions basades en els PGM a tot el món màgic grecoromà.

## Religió en l'Egipte grecoromà
La religió dels papirs màgics grecs és un elaborat sincretisme d'influències religioses gregues, egípcies, jueves i fins i tot babilòniques i cristianes, engendrades per l'entorn únic de l'Egipte grecoromà. Aquest sincretisme és palès en els papirs de moltes maneres. Sovint, els esportistes olímpics es donen atributs dels seus homòlegs egipcis; alternativament s'observa això en deïtats egípcies que son referides pels seus noms grecs. Per exemple, a Afrodita (que era associada amb l'egípcia Hathor) li és donat el nom apotropaic egipci Neferieris (en egipci NFR-iry.t, que significa «la de bells ulls»).
Dins d'aquesta cacofonia d'influències culturals hi ha també material de la Grècia clàssica, i potser fins i tot es poden identificar aspectes la "religió popular" més accessible que els conservats en els principals textos lieraris. Aquest fet pot modificar la visió tradicional dels déus grecs, ja que hi apareixen com a deïtats demoníaques, bestials, molt més ctòniques que olímpiques, i part d'una tradició més fosca, disconforme. Sens dubte això és en part a causa de la influència de la religió egípcia, en la qual el culte de la bèstia i el terror del diví eren elements familiars, i igualment el context dels textos màgics fa apropiat un to més sinistre.